# Timothé Tuffet
Timothé Tuffet (* 21. August 1989 in Versoix) ist ein Schweizer Eishockeyspieler, der seit 2019 beim HC Franches-Montagnes in der MyHockey League unter Vertrag steht.

## Karriere
Timothé Tuffet begann seine Karriere als Eishockeyspieler beim EHC Biel, für den er in der Saison 2006/07 sein Debüt in der Nationalliga B gab, wobei er in nur einem Spiel auf dem Eis stand. In der folgenden Spielzeit erzielte der Angreifer in 35 Spielen vier Scorerpunkte und stieg mit Biel als Zweitligameister in die National League A auf. Dort kam er jedoch nicht zum Einsatz, sondern verbrachte die Saison 2008/09 bei den U20-Junioren des EHC Biel sowie beim HC Moutier in der dritten Schweizer Spielklasse, der 1. Liga. Ab der Saison 2009/10 stand er drei Spielzeiten für den HC Ajoie in der NLB auf dem Eis.
In den folgenden Jahren war er für diverse Vereine in der Schweizer National League B sowie im Amateurbereich aktiv. Insbesondere in Erscheinung trat er, nach seiner Rückkehr, mit dem HC Ajoie, wobei Tuffet mit den Jurassiern 2016 die Meisterschaft der zweithöchsten Schweizer Liga gewann. Im Anschluss spielte er vorwiegend für den EHC Basel, ehe 2019 der Wechsel zum HC Franches-Montagnes folgte.

## Erfolge und Auszeichnungen
- 2008 Meister der NLB und Aufstieg in die NLA mit dem EHC Biel
- 2016 Meister der NLB mit dem HC Ajoie